# Gastronomía de Galicia

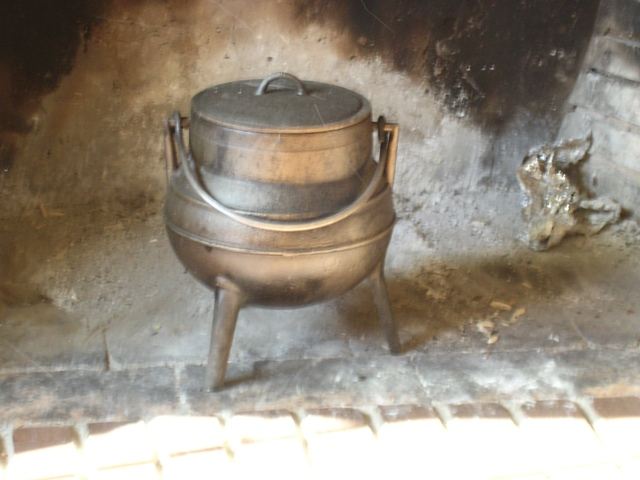
El pote, símbolo tradicional de las cocinas de antaño.

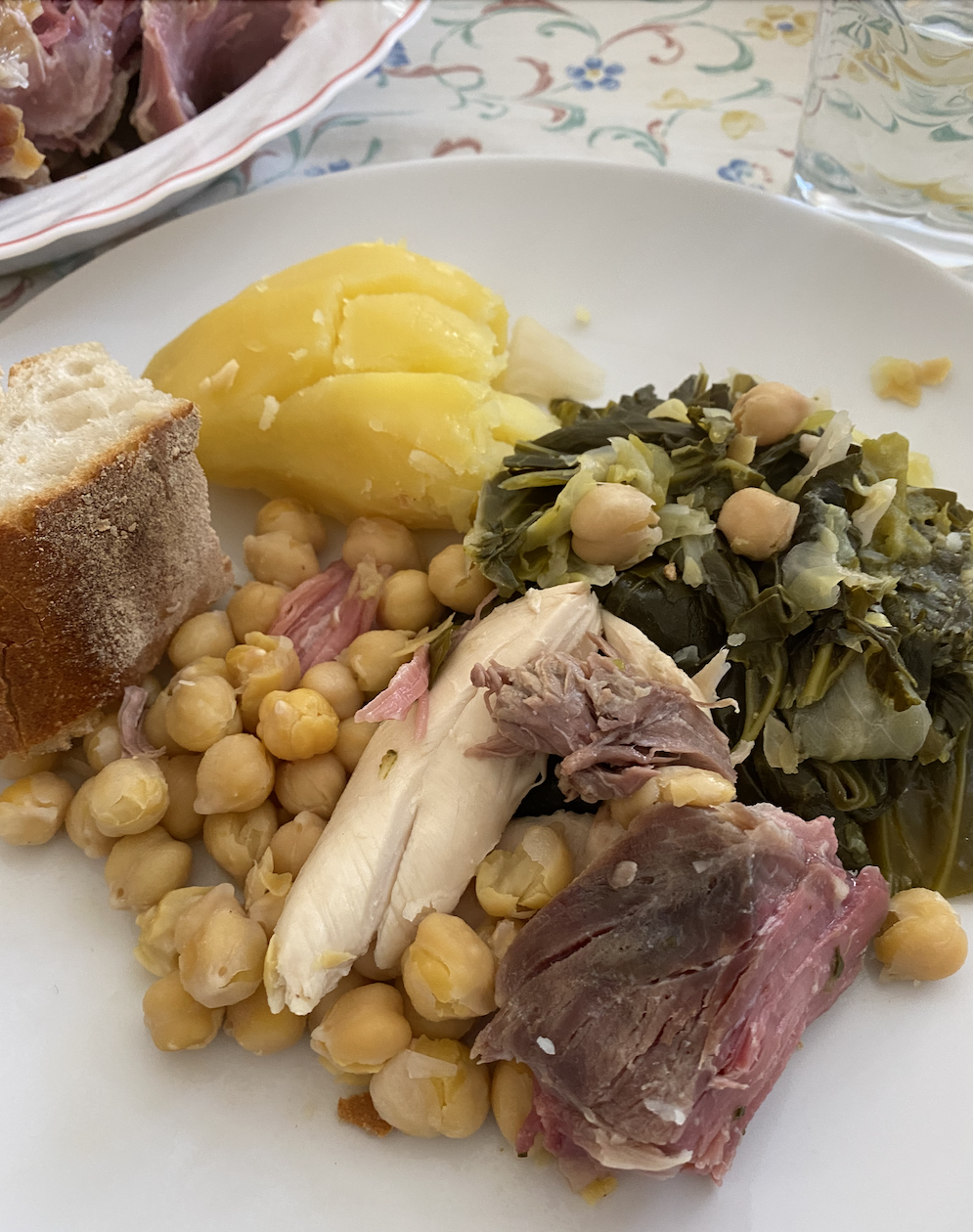
Cocido Gallego

Gastronomía de Galicia es la propia de la comunidad autónoma española de Galicia, situada en el cuadrante noroeste de la península ibérica, limitando al sur con Portugal, y cuya tradición gastronómica es de una enorme relevancia y variedad, al ser uno de los aspectos de mayor calado en la cultura y sociedad gallegas.
En relación con el rico complejo cultural que en Galicia rodea a la alimentación se puede mencionar su tradicional hospitalidad, siendo usual que en caso de acudir a comer a casa de una persona de edad y de un entorno preferentemente rural, esta haga ostentación de su despensa, considerándose de buena educación ofrecer e insistir al invitado para que no tenga reparo en comer en abundancia, pudiendo considerarse cierta descortesía el no aceptar o creerlo señal de debilidad por enfermedad.
El espacio de la cocina, denominada lareira en gallego, fue tradicionalmente la pieza de habitación más importante de la casa, donde sus miembros hacían vida en común al calor del lar (‘hogar’), llegándose a medir la importancia de una casa y su bonanza por la magnitud de la estructura del mueble de cocina, habitualmente de piedra labrada, que quedaba reflejada en el exterior por el tamaño de su chimenea, algo que aún se puede observar en muchas construcciones tradicionales gallegas (sobre todo en las provincias de Lugo y La Coruña), tanto del rural como en ambientes urbanos que han conservado su patrimonio arquitectónico.
En la sociedad gallega, a pesar de los modernos hábitos globalizados, es muy valorado el comer en compañía, siendo habitual ver cómo varios amigos se reúnen para compartir mesa y mantel, aún en las cotidianas jornadas laborales. El receso que en la jornada se hace para la comida suele prolongarse más que en otros lugares, lo cual no deja de ser propiciado por el demorado horario hasta el que disfruta de la luz solar al ser el extremo occidental de Europa pero mantener el mismo huso horario que el resto de su entorno (salvo Portugal).
La sociedad gallega es, asimismo, muy aficionada a la celebración gastronómica, a veces pantagruélicas, y a celebrar cualquier evento, acto o encuentro con una comida, desarrollándose numerosas fiestas gastronómicas, la mayoría de las cuales tienen lugar durante los meses de primavera, verano y otoño, fechas en las cuales la geografía gallega se llena de las más variadas celebraciones culinarias, quedando el consumo en invierno más reservado al ámbito familiar, sobre todo desde la temporada navideña y hasta la previa a la Cuaresma (en la que Galicia es muy celebrado el Entroido o ‘carnaval’), de gran acopio nutritivo.

## Características y elementos
La característica fundamental de la gastronomía gallega es la alta calidad de sus materias primas, tanto en carnes de todo tipo (fundamentalmente de ganado bovino, porcino y de corral, siendo también reseñable la caza) como productos del mar (Galicia tiene una larga tradición marinera y de aprovechamiento de todo tipo de recursos marinos), así como en derivados (importantísima producción láctea, aunque perjudicada por la incorporación a la CEE) y en productos agrícolas (variada producción cerealera y hortícola).
La característica más destacable de sus producciones culinarias es la sencillez. Apenas se transforman las materias primas, que así se pueden disfrutar en toda su intensidad natural. De esta forma, la base fundamental de la mayoría de las recetas gallegas es la mera cocción. Los moderados aditivos, adobos y especias no ocultan nunca las cualidades de los productos principales de los platos, que el gallego gusta de reconocer tanto a la vista como al gusto. Las recetas piden ser cocinadas preferiblemente en cantidades copiosas dejando que se interrelacionen sus componentes. Escasean más que en otras zonas de España los productos curados (la humedad ambiental no siempre permitiría desarrollar estas variedades), prefiréndose para la conservación del producto fresco salazones ligeras que se alivian antes de cocinarlas; en relación con esto, está el hecho de que sus variedades en embutidos y chacinería en general son menos numerosas que en zonas vecinas del norte peninsular.
Uno de los elementos exteriormente más conocidos de la cocina gallega es el marisco (una de las más conocidas es la mariscada), sobre todo en las zonas costeras, que destaca sobre el de otros mares por la intensidad de su sabor. Sin embargo, su consumo no ha tenido importancia en los aportes nutritivos tradicionales de la población ni en sus modos culinarios, siendo considerado un alimento de orden menor, más bien propio de familias desfavorecidas (que, al carecer de tierras y ganado, lo recolectaban libremente en las zonas costeras), hasta épocas bastante recientes y en gran medida por imposición de usos externos. Es recolectado en las rías gallegas, aunque algunas variedades son cultivadas, sobre todo bivalvos (almejas o mejillones, de los cuales Galicia origina casi la mitad de la producción mundial para el consumo, de excelente calidad). Las rías contienen una vastísima riqueza biológica, estando la cantidad y calidad de sus producciones reconocidas como una de las más importantes a nivel mundial.

### Pinchos y tapas
Como en otras partes de España, los pinchos y tapas son un elemento característico de la gastronomía gallega. Consisten en una pequeña porción de comida, inferior al tamaño que alcanza una ración, comúnmente servidas como acompañamiento de bebida. En la mayoría de las ocasiones se sirven sin previa solicitud y son gratuitas (provincia de Lugo o entorno de Santiago) o se solicitan a un precio muy módico, casi simbólico (como sucede en muchos locales de La Coruña). Pueden diferir en tamaño de un lugar a otro, siendo particularmente generosas en Lugo. Destacan las Rías Bajas por su falta de tradición en este consumo, aunque en los últimos años parece que se empieza a difundir la costumbre, sobre todo en el entorno de la ciudad de Pontevedra y, más recientemente, Vigo. En cualquier caso, las tapas gallegas suelen ser consistentes y no reducirse a unas simples aceitunas o patatas fritas, señal de la tradicional bonanza de Galicia en productos alimenticios, constituyendo en la actualidad uno de los reclamos turísticos de muchas de sus villas y ciudades.
Algunos ejemplos de los pinchos y tapas más comunes son:
- Empanadas. Existen de las más diversas variedades: de diferentes masas (de trigo, de maíz —millo—, de centeno, de mezclas de las anteriores o, recientemente incorporada a la tradición, de hojaldre) y rellenas de un preparado de hortalizas como la cebolla y el pimiento con un componente principal que las identifica como distintas variedades. Entre estos encontramos carnes de todo tipo (reses, cerdo o, menos habituales, aves de corral, estas últimas también con tendencia actual a incorporar setas), pescados (bonito, atún, bacalao, sardinas, xoubas, zamburiñas, vieiras, mejillones, calamares, pulpo, anguila...) e incluso, más modernamente, exclusivamente vegetales.
- Trozo: se conoce así a la tapa de pulpo a la gallega (en Galicia al pulpo cocinado de esta forma se le denomina polbo á feira). Puede acompañarse de patatas cocidas (cachelos o cacharelos).
- Oreja (orella) y morro de cerdo, preparados de forma similar al pulpo, con sal y pimentón.
- Lacón, servido sin acompañamiento y habitualmente en rodajas frías.
- Jamón asado, normalmente en rodajas y acompañado de salsa de adobo.
- Raxo, lomo de cerdo troceado menudo y adobado sin condimento, solo pimentonado, propio de las zonas costeras del norte.
- Zorza, carne de cerdo picada adobada y condimentada con ajo, pimentón, sal, vino blanco , laurel y orégano. Se origina de zonas donde se hace matanza de cerdo a partir de la necesidad de catar la carne para chorizos para rectificar el adobo antes de embutirlos.
- Tortilla, de muchas variedades, aunque la más tradicional está poco cuajada, siendo muy afamadas las de Betanzos.
- Pimientos de Padrón, que también se usan como acompañamiento en gran variedad de platos.
- Patacas, patatas o papas cocidas y habitualmente pimentonadas o en ajada. Si son patacas novas (‘patatas nuevas’, las primeras de la cosecha, particularmente finas y sabrosas) pueden servirse partidas pero sin pelar, debido a la extrema finura de su piel y al sabor que aporta, siendo éstas las más propiamente denominadas cachelos o cacharelos en muchas zonas de Galicia.
- Caldo gallego consistente en grelos con patatas, alubias y, opcionalmente, un cacho de chorizo y/o tocino.
- Molleja, consistente en la susodicha víscera, que resulta deliciosa al paladar adecuadamente cocinada.
- Lengua, de aspecto parecido al del hígado cocinado y generalmente servida con una salsa más o menos espesa.
- Champiñones (llamados cogomelos o cogumelos en Galicia), abundantemente sazonados con ajo y perejil.
- Callos, el estómago del cerdo. Se sirve en una salsa anaranjada espesa preparada con abundante pimentón y usualmente con garbanzos.
- Freba (‘carne fresca’).
- Chorizo criollo, chorizo de color rosado que se toma como una salchicha casera gorda y se asemeja a una chistorra confeccionada sin pimentón. Se suele tomar con una salsa picante especial o una vinagreta y patatas, asimismo como acompañamiento del churrasco. Servida como tapa suelen ser en rodajas en vez de la pieza entera, que ya pasaría a ser una ración.
- Calamares, chipirones y chocos, ya sean fritos enharinados, a la romana, en su tinta o guisados con salsas.
- Guiso de choupa (también conocida fuera de Galicia como volador, pota o pasamar).
- Anguila o anguilacho.
- Diversos tipos de mariscos, crustáceos y bivalvos (nécoras, cangrejos variados, navajas, longueirones, vieiras, zamburiñas, mejillones, almejas, berberechos, minchas, etcétera).

### Platos
Las comidas tradicionales gallegas están basadas principalmente en las carnes y las verduras, siendo característicos de su cocina los platos abundantes y de gran contenido calórico, sobre todo en los meses de invierno, pero libres de grasas complejas y saturadas, lo que ha hecho que se venga defendiendo la denominada «dieta atlántica» como óptima para la salud cardiovascular, lo que parece estar avalado por el bajo índice de incidencia que tradicionalmente han tenido estas enfermedades en la población gallega y su longevidad, sobre todo en los entornos rurales, que destaca en el conjunto de España e incluso de Europa occidental.
Alguno de los platos de mayor importancia y consumo son:

#### El caldo gallego
Se conoce por este nombre a un caldo elaborado con grelos, nabizas, berzas o repollo junto con cachelos (patatas cocidas), unto o grasa de cerdo (para dar «sustancia»), alubias blancas y algún ingrediente cárnico, como chorizo, lacón o panceta cocida. Se cuece acompañado de unto y de huesos (sobre todo caña de ternera) y se sirve muy caliente, como primer plato. Hay quien gusta de añadirle tras ser servido algo de vino, tanto blanco como tinto, aunque esta costumbre actualmente está en desuso. Suele asegurarse que el caldo toma su mejor consistencia al recalentarse al segundo día de ser preparado; incluso hay quien prefiere el del tercer día por su sabor más consistente. Ha constituido la base tradicional de la alimentación gallega.

#### Pulpo a la gallega (polbo á feira)

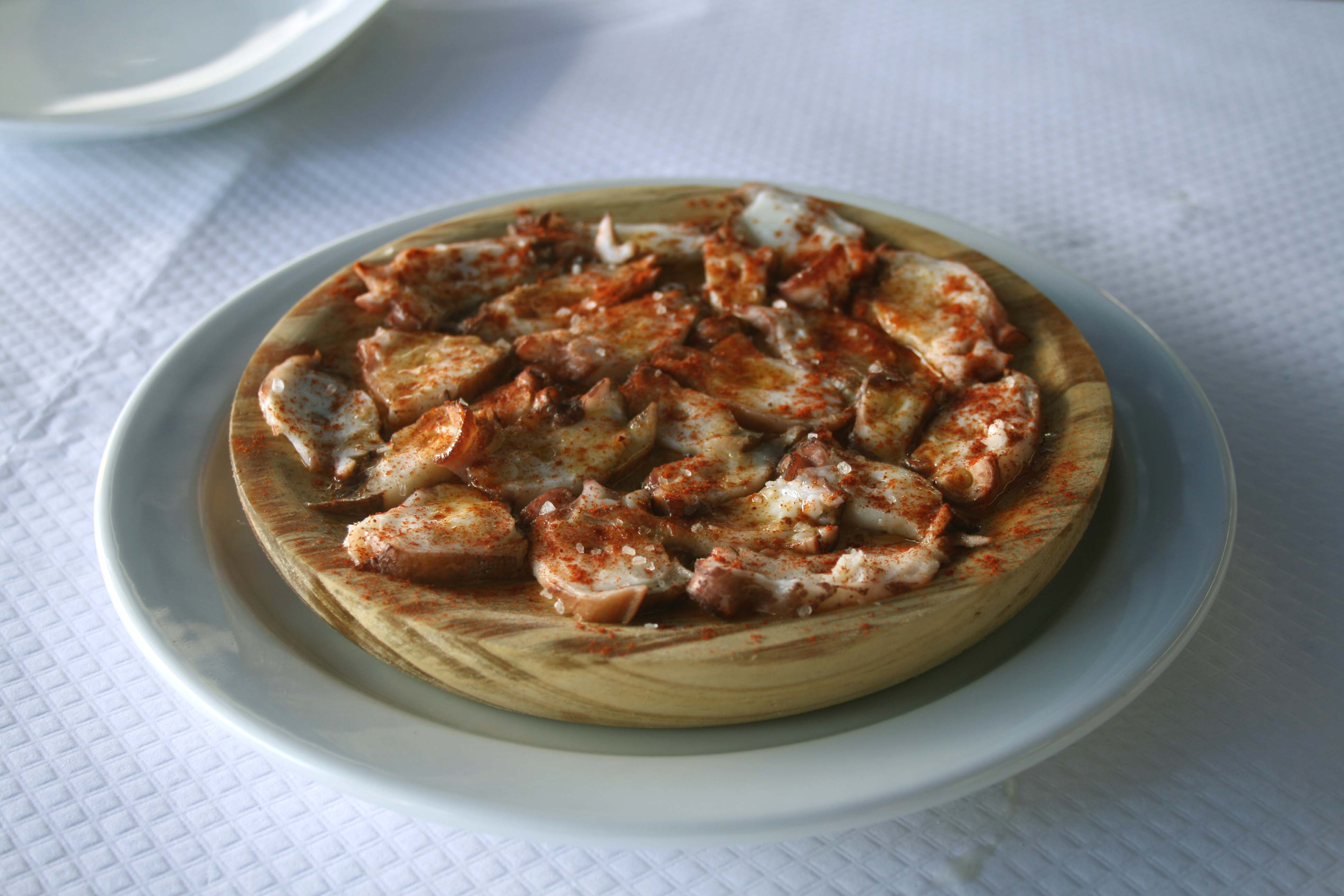
Pulpo a la gallega servido en su típico plato de madera.

El pulpo a la gallega o polbo á feira (literalmente ‘pulpo a la feria’, pues era y es costumbre comerlo en las tradicionales ferias de comercio de ganado y animales, y ya más actualmente en las fiestas y romerías), es sencillamente pulpo cocido con cachelos (patatas cocidas, habitualmente con la piel si son patacas novas, las primeras de la cosecha), aderezado en el momento de hervirlo con sal gorda, pimentón y aceite de oliva. Es un plato sencillo, pero que goza de gran popularidad. Las actuales normas de sanidad en la hostelería han propiciado que se sirva en plato de porcelana y con tenedor, a pesar de lo cual todo entendido procura que le sea servido en el tradicional plato de madera y lo comerá con palillo del mismo material, apoyado en un trozo de pan que recoge el mollo o salsa, que le aportan una calidez más agradable al paladar; las mismas normativas han provocado que sean buscados los establecimientos donde aún se cocina en pote de cobre, como en las ferias tradicionales.

#### Empanadas
Las empanadas tradicionalmente más elaboradas en Galicia son:
- Zorza (picadillo de carne de cerdo con pimentón, ajo y sal);
- Xoubas (crías de sardinas);
- Carnes, tanto de reses como porcinas y, en menor medida, de aves de corral;
- Zamburiñas (similares a las vieiras);
- Vieiras;
- Mejillones, de los que Galicia es el primer productor mundial;
- Calamares, frecuentemente en su tinta;
- Pulpo;
- Papuxas (tradicionalmente en la zona de Monforte de Lemos, aunque la especie, un pequeño pájaro migratorio, está prácticamente extinta);
- Atún o bonito, muy habitualmente con pasas, lo que le otorga un contraste dulce a lo salado;
- Bacalao también con pasas;
- Vegetales, variedad moderna que toma empuje.

#### Lacón con grelos
Es un plato que consiste en lacón (corte obtenido de la extremidad delantera del cerdo, conservado en salazón, aunque para éste y otros platos se desala previamente durante unas cuarenta y ocho horas aproximadamente), tocino, chorizos diversos (de picadillo de carne, de cebolla o ceboleiros), patatas cocidas o cachelos y grelos (el brote del nabo en cuyo extremo aparecerán las flores, es considerado «comida de gallegos» por excelencia, y símbolo de la gastronomía gallega). Durante la cocción se suele añadir un trozo de unto, una grasa que no se come pero proporciona un característico sabor al derretirse en el caldo. Este manjar se puede consumir todo el año, pero es un plato especialmente típico del Entroido o Carnaval (desde finales de enero a principios de marzo). Dentro de la familia de lacones se encuentra el trufado de la cocina lucense.

#### Chorizo con cachelos
Otro plato muy simple pero muy apreciado: chorizo y patatas cocidas (conocidas como cachelos en Galicia), que se suelen acompañar con alguna verdura.
Este plato era usual en el medio rural gallego, donde se podía encontrar una variedad de chorizo especialmente elaborada para su consumo cocido, esta variedad se conoce como chorizo negro y se elaboraba a base de las carnes menos valiosas procedentes de la matanza, principalmente el corazón y otras vísceras junto con determinada cantidad de sebo del animal. A esto se le añadía cebolla y ajo picados, pimentón y sal, para luego proceder a su curado como si de un chorizo normal fuese. Otra variedad de chorizo de gran predicamento es el denominado ceboleiro, al que se le añade cebolla y otros condimentos.

#### Cocido gallego
Es más abundante y fuerte que el cocido madrileño y similar en sus ingredientes a otros del norte y noroeste de España. No puede faltar en él el tocino, distintas variedades de chorizo (de carne o de cebolla) y diversas piezas de carne de cerdo salado, como lacón, oreja, la cacheira o cachucha (cabeza), costilla y morro, entre otros, y muchas veces se le agrega carne de res y de aves de corral, habitualmente gallina o capón. Todo esto se acompaña, como en otros lugares, de diversas hortalizas (grelos, naviza, berza, repollo, etcétera) y legumbres (tradicionalmente fabas, es decir, alubias blancas, pero que por influencia de otros cocidos se sustituye hoy en muchos sitios por garbanzos). Al igual que en el lacón con grelos, durante la cocción se suele añadir un trozo de unto, una grasa que no se come pero proporciona un característico sabor al derretirse en el caldo. Se prepara en abundancia, procurando que sobre para poder recalentarlo y consumirlo al día siguiente con un sabor más amalgamado, que muchos prefieren

#### Callos con garbanzos, o a la gallega
Los callos son un plato muy popular y extendido por toda Galicia. Se preparan con garbanzos, chorizo y lo más importante: la tripa de la vaca (que da nombre al plato) y la pata del mismo animal, que se aprecia por su gelatina. El condimento es muy importante y varía según zonas y la propia tradición familiar, destacan el clavo, el pimentón, el tomillo...
Siendo desde muy antiguo un plato habitual en las tabernas y restaurantes con menús caseros, en los últimos años son protagonistas de fiestas gastronómicas como la de Salceda de Caselas o Meis, a las que acuden decenas de miles de visitantes.

#### Churrasco
El churrasco, plato muy extendido en diversas zonas, es de reciente introducción (debido a emigrantes retornados de Iberoamérica en la segunda mitad del siglo XX) pero enorme aceptación en Galicia, existiendo una gran oferta (abundan los restaurantes especializados) y siendo habitual en comidas y cenas de grupo. Suele ofrecerse en las variedades de cerdo o ternera, siendo habitual mezclarlas. Suele servirse acompañado de salsa de adobo, que cada comensal se va sirviendo según su gusto, con patatas fritas, chorizos criollos y ensalada. En muchas ocasiones se sirve sobre una tabla, con dos salsas, una picante y otra de ajo, para condimentar. Como bebida, se acompaña de vino tinto (de la Ribeira Sacra, por ejemplo), a menudo mezclado con gaseosa.

#### Embutidos
En Galicia se encuentra todo tipo de embutidos: gran variedad de chorizos, jamón, lacón, androlla, botelo (similar al botillo) y todos los productos del cerdo, del cual se aprovecha prácticamente todo, siendo un ingrediente recurrente en la cocina gallega. Así, por ejemplo, la sangre se utiliza para hacer filloas; la cabeza, llamada cacheira o cachucha, es usada en varios platos, al igual que el morro y la orella (oreja), cuyo uso es muy común en las tapas, convenientemente aderezadas con sal y pimentón.

#### Pan
Suele sorprender al visitante la variedad y calidad de los panes gallegos. La panificadora es una industria de primer orden en la gastronomía gallega y su elaboración tradicional en hornos comunales con diferentes ingredientes en distintas proporciones ha dado lugar a una gran variedad de elaboraciones. La calidad de las harinas procedentes de la molienda de los cereales locales y la utilización de levadura (levedo) de calidad y hornos de leña hacen de los panes gallegos productos de reconocida calidad y variedad, siendo consumidos los procedentes de harinas de trigo, maíz (pan millo), centeno (pan centeo) y, antiguamente, mijo (paínzo o millo miúdo), así como de mezclas en diversas proporciones que aportan gran variedad de productos, siendo algunos de ellos preferidos para determinados usos (así, por ejemplo, las sardinas prefieren consumirse con pan millo, mezclado en mayor o menor medida con centeno). También es destacable la gran variedad de formas y pesos de las piezas de pan, que reciben distintos nombres (bola, molete, etcétera). Una pieza de pan de cierto tamaño y elaborada a la manera artesanal tradicional puede mantenerse fresca y ser consumida hasta varias jornadas después de su elaboracón (de hecho, no se recomendaba comer el pan recién hecho debido a que podía resultar de pesada digestión). Es similar a la hogaza, con corteza gruesa y algo rugosa y masa muy suave.

## Algunos productos típicos

### Pimientos de Padrón

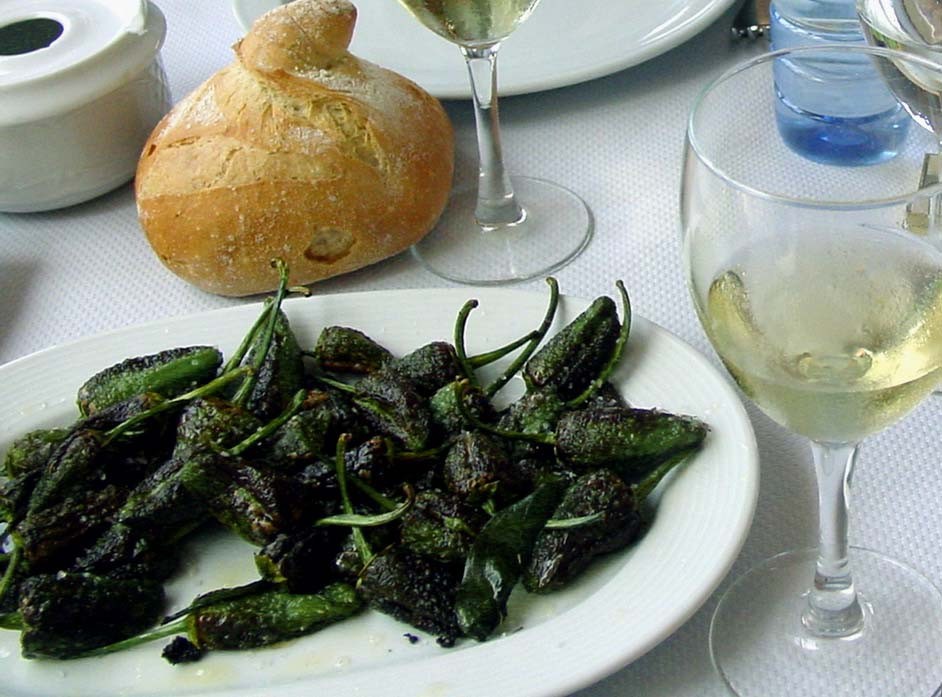
Pimientos de padrón

Los pimientos son un elemento básico, tanto a la hora de las tapas como para acompañar todo tipo de comidas. De los de Padrón, dice el popular refrán «Un pican e outros non»(traducción al castellano:Unos pican y otros no).En general, a menos contenido de agua, más picante, insoportable en ocasiones). Se suelen aderezar con mucha sal gorda. Aunque la denominación del producto denota su proveniencia de la localidad coruñesa de Padrón, esta se ha extendido para denominar a todo un estilo de preparar un tipo determinado de pimientos, que no necesariamente provienen de dicha localidad. Realmente son de Herbón, parroquia que pertenece al municipio de Padrón. La variedad de pimiento recibe el nombre de "de Padrón" mientras que la Denominación de origen protegida se llama "de Herbón".

### Pan de Cea
Pan elaborado en la zona orensana de San Cristóbal de Cea. Los orígenes de esta localidad, así como su tradición panadera, discurrieron parejas a la historia del convento cisterciense de Santa María la Real de Osera. Monasterio que nunca dejó de lado las prácticas de molienda y de la panificación, proveyéndose de los recursos necesarios para tal fin, siendo la villa de Cea principalmente la suministradora del pan. Desde su localización en un cruce de caminos, de los cuales el más importante y transitado por diferentes motivos, a lo largo de los tiempos, era y sigue siendo el que se dirige a Santiago de Compostela, San Cristóbal de Cea pasó a ser la «villa del buen pan», paradigma y referente en la provincia de Orense e incluso en toda Galicia.
Desde la primera reseña histórica, que data del siglo XIII, cuando el abad don fray Arias Pérez obtiene del rey Sancho IV el privilegio por el que concede al coto de Cea Iglesia y feria mensual. Hasta la actualidad, la villa de Cea es un valioso testigo de la historia de Galicia. La actividad panadera se incrementa notablemente en la época de la Casa de los Austria. Siglos después, desde la nueva Casa de Borbón, y gracias a un proyecto político que persigue la modernización del Reino, se realiza en el año 1752 por parte del Marqués de la Ensenada un censo en la villa de Cea. En dicho censo se catalogan como panaderos gran parte de los vecinos de San Cristóbal de Cea, reseñándose también los hornos, que sumaban doce.
Los años fueron pasando y las primeras guías de Galicia ya daban cuenta de la calidad del pan; así en 1883 en la guía de Cesáreo Rivera y Víctor Manuel Vázquez se escribe lo que sigue: «La Villa de Cea es famosa en toda la provincia por sus acreditadas tahonas, en las se que elabora un pan de trigo exquisito que se vende en el mercado de Carballino y otros pueblos cercanos, en donde es muy apreciado». Se trata pues de la fidedigna constatación de la calidad de un producto elaborado de una forma singular que lo hacía muy apreciado, y además, de la actividad de unos hornos que venían cociendo desde hacía más de quinientos años. Años más tarde, el reconocido escritor D. Ramón Otero Pedrayo también dejó constancia de la notable industria panadera de la villa de Cea en su redacción de Guía de Galicia, teniendo esta un interés especial ya que es la primera vez que se recoge un testimonio gráfico del pan al incluir una ilustración de una panadera vendiendo el pan en la villa de Carballino en un día de feria. El pan sigue conservando la misma forma que se describe en ella.
En la actualidad puede decirse que la panadería sigue siendo la principal actividad agroindustrial de este ayuntamiento, a la que se dedican más de veinte hornos que elaboran este afamado producto y al que desde ya hace varios años se le dedica una fiesta de exaltación en el mes de julio.

### Postres y quesos
Son de destacar la tarta de Santiago y las filloas, también llamadas freixós, similares a las crepes francesas con la salvedad de que en las filloas no se emplean rellenos salados, dado que suelen ser dulces y consistentes, en muchos casos elaboradas con caldos de carne, y con aromatizantes como el anís. También se pueden hacer de sangre, obtenida directamente del primer corte que se le hace al cerdo en la tradicional matanza, y siendo bien revuelta al objeto de que no se coagule. Las filloas suelen presentarse muy azucaradas, y en ocasiones acompañadas de miel, nata montada, o rellenas de crema o chocolate.
También es típica la leche frita, especialmente del interior. En el entroido gallego son típicas también las orejas de carnaval, llamadas así por su forma, que consisten en una masa frita de huevos, leche, mantequilla, levadura, anís y limón; espolvoreada de una buena cantidad de azúcar en la mesa.

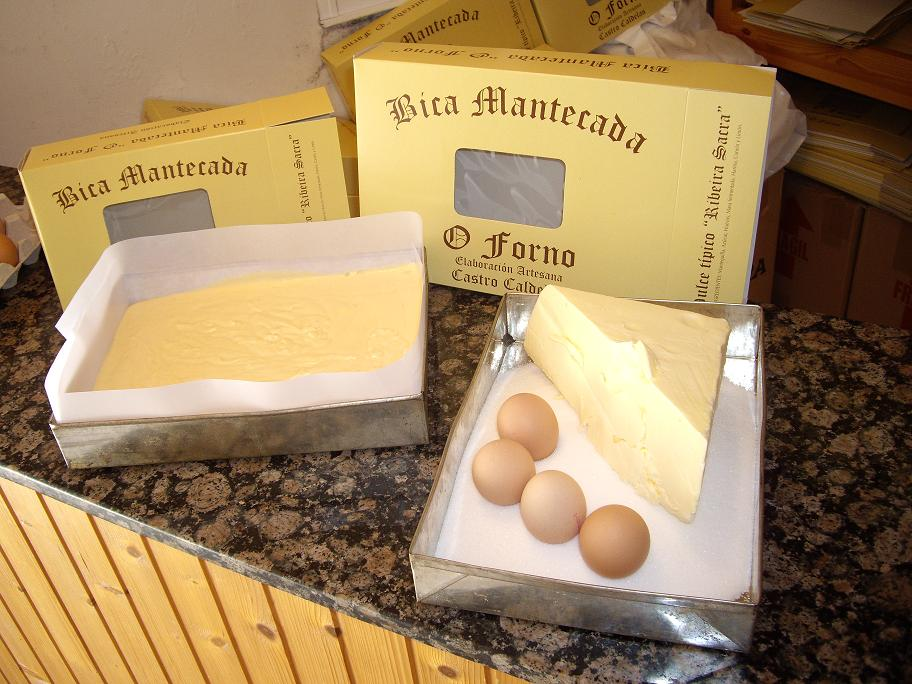
Bica.

La bica o bica mantecada es otro postre importante, típico en la provincia de Orense y siendo muy apreciadas las elaboradas según la receta de la localidad de Trives, de elaboración artesanal. Se compone de azúcar, huevos, harina, masa de pan y manteca de vaca, un derivado de la mantequilla que se cuece para clarificarla, y se recubre de una costra de azúcar con canela antes de hornearla. Por su textura esponjosa, resulta ideal complementarla con quesos grasos y habitualmente se toma acompañada con licor, leche o café.
La rosca es similar a un roscón de reyes pero elaborada asimismo con manteca de vaca en lugar de mantequilla común. Las recetas tradicionales tampoco añaden agua de azahar como en el roscón tradicional de otras partes de España, pero muchas recetas modernas la han incorporado. Se elabora todo el año y especialmente en Pascua, cuando es tradicional que los padrinos regalen una rosca a sus ahijados. Se suele tomar acompañando a la leche, al café o incluso al chocolate a la taza. 
La castaña es otro alimento típico, y aunque muy usada como postre cuando llega la época, su uso no se restringe únicamente a postres, dado que se puede usar asada, como guarnición para chorizos, carnes y platos de caza, siendo un alimento que servía para paliar el hambre antes de que la patata o el maíz fuesen exportados de América, y estando los bosques poblados de longevos castaños (en gallego castiñeiros). Se consume asimismo abundantemente en la época del tradicional magosto, una fiesta gallega celebrada en el mes de noviembre que tiene como protagonista a este fruto seco. También es típico consumirlas confitadas. Se consumen tanto crudas como asadas o cocidas (estas últimas pueden sumergirse en un cuenco de leche y tomarse a cucharadas).
Es muy típico de carnaval la filloa y las orejas de carnaval

#### Queso deArzúa-Ulloa
Queso propio de la región del mismo nombre, se pueden encontrar diferentes variantes dentro de la denominación de origen, aunque la más famosa es la procedente de la comarca de Arzúa.
Además de esta, pueden encontrarse también las variedades propias de las otras comarcas que abarca la denominación de origen, tales como las de Ulloa o Chantada, cuyos quesos suelen ser de forma cilíndrica, de color blanco amarillento y con un sabor y textura dependientes de la época del año, siendo los más apreciados los elaborados en los meses de invierno.

#### Queso detetilla
Este famoso queso toma su nombre de su peculiar forma que recuerda a un pecho, debida al molde en el que se cuaja, un cono invertido. Ya Plinio el Viejo los cita como las mamulas lacten de la Gallaecia.

#### Queso de San Simón da Costa
Es una variedad propia de la provincia de Lugo y protegida con denominación de origen, ahumado solo con madera de abedul y semicurado (en Galicia los quesos más habituales son frescos), conserva la forma cónica que le confiere el molde en forma de embudo en el que cuaja.

#### Queso de O Cebreiro
Propio de las zonas fronterizas con León y Zamora, es un queso muy fresco que se suele acompañar con dulce de membrillo. Es habitual degustarlo en el desayuno o como postre.

#### Leche cuajada y requesón
Siendo como es Galicia una tierra con gran producción y tradición lechera, no podían faltar los fermentados lácteos en la gastronomía popular.
La leche cuajada (leite callado) se obtiene por fermentación natural de la leche. Escurriendo el suero de la leche cuajada se obtiene el requesón. Ambos preparados se consumen como postres, añadiéndoles azúcar o miel. Debe observarse que el requesón gallego o requeixo se parece por su elaboración más a los preparados conocidos comercialmente como «queso de granja» o cottage, y no debe confundirse con los requesones obtenidos por reciclado del suero sobrante en la fabricación de quesos.
La producción comercial de estos preparados lácteos tradicionales se complementa con la celebración de abundantes Fiestas gastronómicas populares dedicadas a los mismos.

#### Tarta de Mondoñedo
Tarta muy célebre, cuya fórmula tradicional ha recuperado O Rey das Tortas (‘El Rey de las Tartas’), afamado repostero de Mondoñedo cuyas tartas son muy solicitadas incluso fuera de Galicia. Es una derivación de las recetas medievales de tartas de frutos secos y frutas confitadas y escarchadas, populares en todo el noroeste de España hasta la llegada de la repostería moderna a finales del siglo XIX y su consolidación en el XX con la difusión de la pasteurización y los modernos sistemas de refrigeración, que permitieron la elaboración industrial y conservación prolongada de la nata y otros ingredientes lácteos.

#### Tarta de Santiago

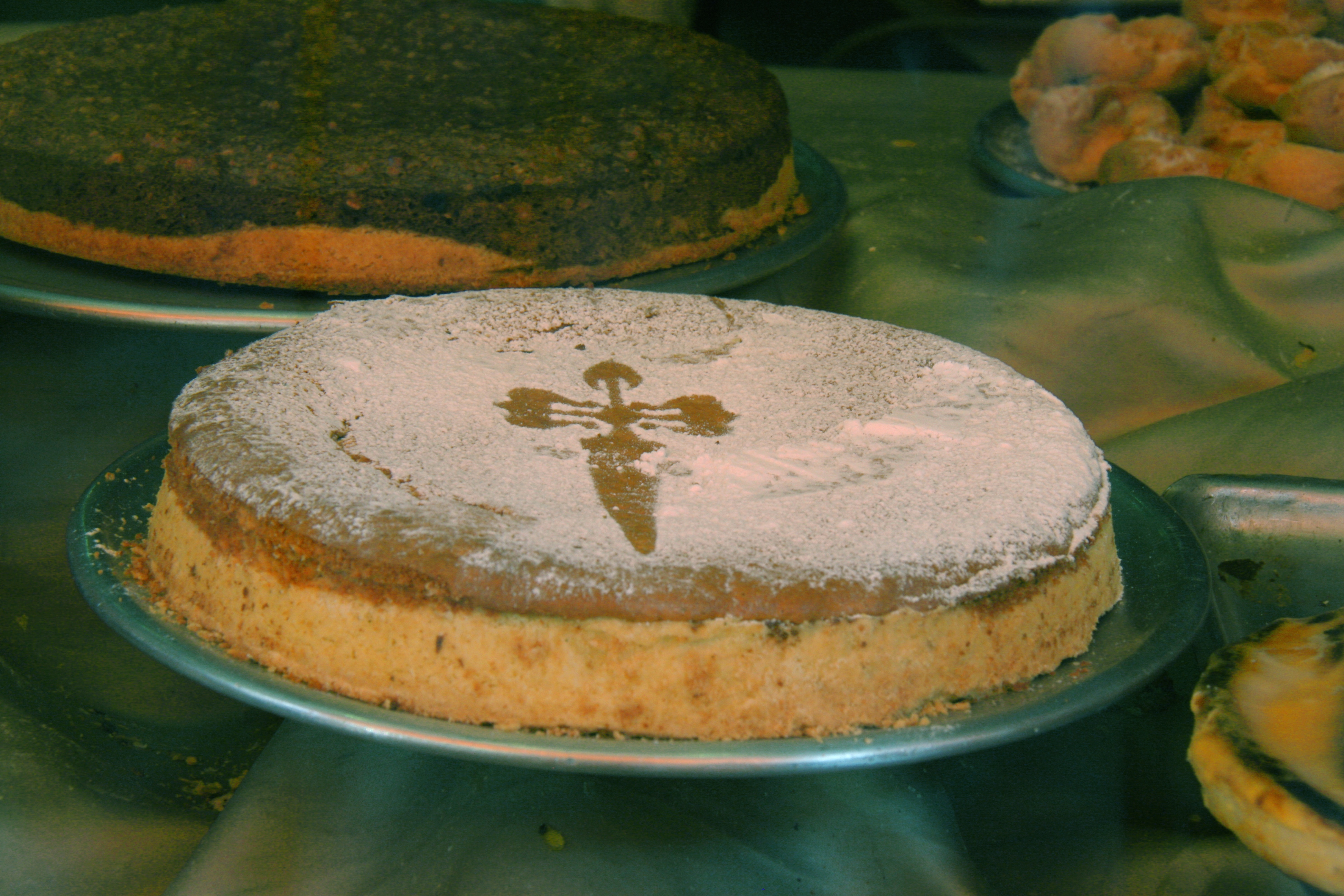
Tarta de Santiago con la tradicional cruz en su centro.

La tarta de Santiago está elaborada con almendras pulverizadas y mezcladas con huevo y azúcar a partes iguales, así como un poco de harina. Se obtiene así una masa compacta a la que se le añade cierta cantidad de mantequilla o manteca. Posteriormente, se hornea en un recipiente refractario a 180–200 °C durante unos 45 minutos, hasta que la parte superior se endurece. Como detalle final, se suele espolvorear azúcar fino sobre una plantilla de la Cruz de Santiago, de manera que, al retirarla, la silueta de la cruz queda impresa.
Algunas recetas sustituyen la harina por almendras crudas en polvo; otras incluyen canela, ralladura de limón e incluso aguardiente de hierbas gallego como aromatizadores. La tarta debe tener un color dorado al corte y su textura debe ser ligeramente esponjosa y algo granulada. El aroma característico de esta tarta es una mezcla equilibrada entre la almendra y el huevo. Similar a la tarta de Santiago es la de Puentedeume que se diferencia de esta en la proporción de yema de huevo. 

#### Almendrados de Allariz
Los almendrados de Allariz, uno de los postres más apetecibles de la provincia de Orense, son una mezcla de almendra molida con azúcar y clara de huevo. Cuando la masa está sólida se coloca troceada encima de unas obleas y se lleva al horno. Es un postre típico de este municipio, otrora conocido por su abundancia en almendros.

## Bebidas
Vinos
Galicia es conocida por la calidad de sus vinos, que ya en época del Imperio romano se exportaban a Roma para las celebraciones imperiales. La tradición fue mantenida ya desde la Alta Edad Media por las numerosas fundaciones monásticas gallegas, particularmente las de la denominada Ribeira Sacra (‘Rivera Sagrada’, en ambas márgenes del río Sil, entre las fronteras de las actuales provincias de Lugo y Orense). Desde hace unos lustros, la antaño menguada industria vitivinícola gallega se ha visto beneficiada por la inversión conjunta de empresas y administración (fundamentalmente el CSIC) en el ámbito de la investigación en fermentaciones, lo que ha permitido el desarrollo de caldos de excelente calidad y reputación internacional, de forma que actualmente es una de las industrias gallegas con más empuje. Los vinos gallegos se caracterizan sobre todo por la alta calidad de sus blancos afrutados y sus frescos tintos de moderada maduración, entre los que destacan los siguientes:
Rías Baixas
Vino blanco especialmente empleado como acompañamiento de mariscos. Con variedades de gran calidad, tiene un gusto amplio, ligero, afrutado y sápido, con una uva que recuerda a la francesa Viognier. Hoy en día se comercializa bajo la Denominación de Origen Rías Baixas (que también incluye, dentro de su denominación, el Condado, Salnés y Sotomayor).
Ribeiro
El Ribeiro, es el vino más histórico de Galicia, de gran calidad y consumido en las principales mesas de las monarquías europeas entre el siglo XIV y el siglo XVIII, en el siglo XIX era el más popular y exportado de los vinos españoles en el exterior. Baste decir que es el vino español más citado en la literatura tanto en castellano como en gallego desde el siglo XI hasta principios del XX. Después de una larga travesía por el desierto, actualmente el vino blanco del Ribeiro es fruto de la mezcla de las principales variedades treixadura, torrontes, albariño, godello, lado, loureira, silveiriña. Los tintos de gran recorrido, florales, afrutados y con carácter, se elaboran con las uvas brancellao, caiño, sousón y ferrón. En los últimos tiempos los vinos del Ribeiro se han colocado como los más puntuados en las catas profesionales nacionales e internacionales. El Ribeiro combina con lo mejor de la cocina gallega y armoniza con los mejores productos de la tierra.
Ribeira Sacra
En esta variedad dominan los tintos, ideales para compaginar con carnes de todo tipo, al ser un caldo de marcado cuerpo y carácter, propio de las Riberas del Sil y del Miño, zona conocida como Ribeira Sacra, como la propia denominación, y poblada de viñedos situados en las escarpadas laderas de los cañones fluviales. Entre ellos es muy apreciado el Amandi, originario del municipio de Santa María de Amandi, y del que queda testimonio de que era apreciado por los césares y exportado a Roma para su consumo.
Monterrei
La zona vinícola de Monterrei se caracteriza por sus suelos profundos y fértiles, constituidos por tierras pardas y materiales silíceos. Cuenta tanto con suelos pizarrosos, como graníticos, arenosos y arcillosos, esta amplia variedad contribuye a la particularidad de sus vinos. Además su clima mediterráneo con claras influencias continentales, así como por las brisas provenientes del océano Atlántico, hacen de esta zona un lugar idóneo para el cultivo de uvas nobles y la elaboración de vinos de alta calidad.
Las variedades de uvas utilizadas en la elaboración de vino blanco, son las autóctonas Doña Blanca, Godello, a la que denominan también Verdello, la Treixadura y la aclimatada Palomino. Y en tinto; Gran Negro, Merenzao, Mencía y Arauxa (tempranillo). Los más elaborados son los Blancos, que son frescos, muy agradables y afrutados, con un excelente equilibrio entre alcohol y acidez, bien estructurados y golosos. Y los tintos esencialmente jóvenes de gran viveza aromática, frutales, con cuerpo y muy expresivos.

### Aguardientesy derivados

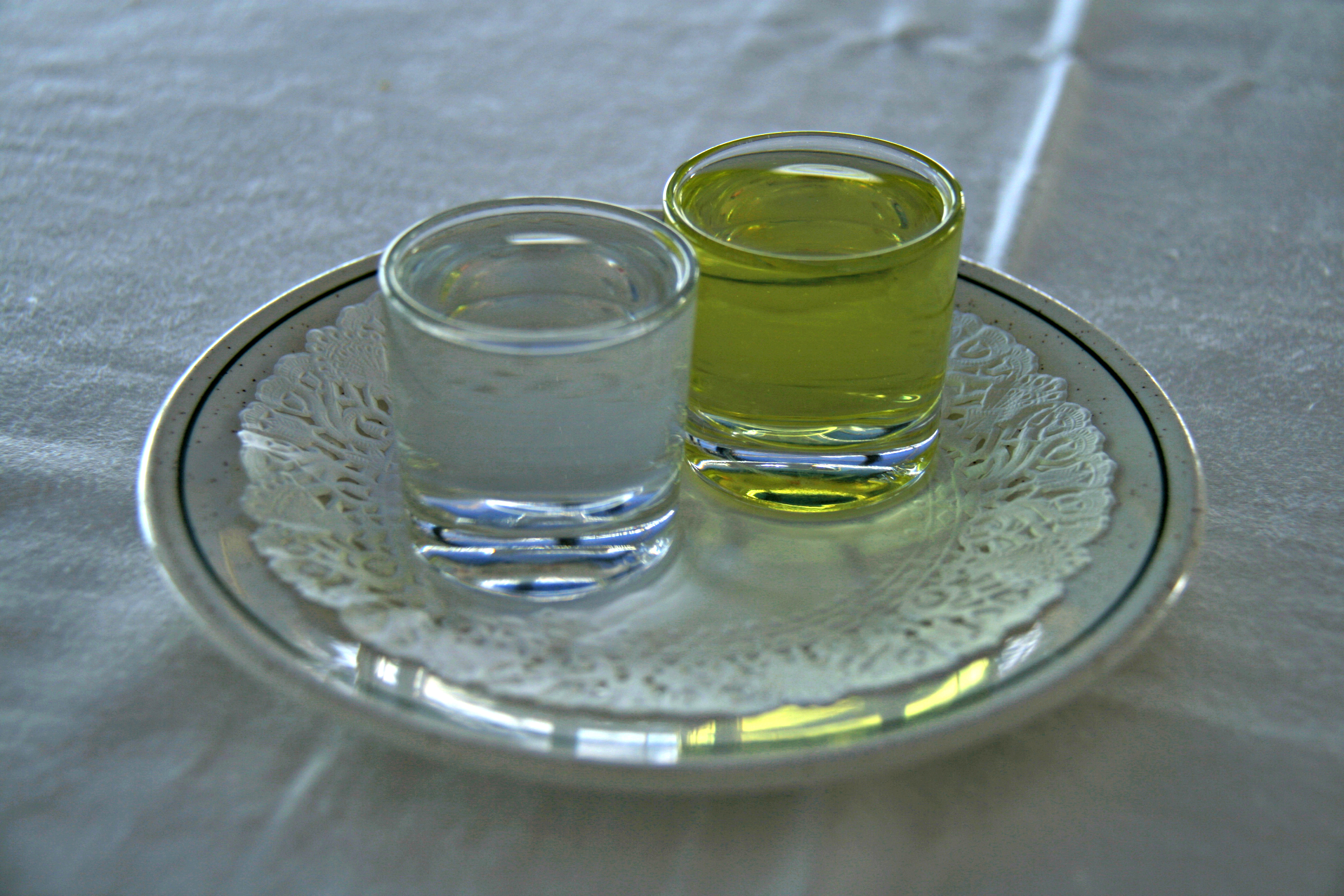
Chupitos de aguardiente, blanco y de hierbas.

El aguardiente (en gallego augardente, palabra femenina, respetando el género de su raíz: auga, ‘agua’), también conocido como orujo entre los no gallegos (aunque el orujo propiamente dicho es una bebida más basta, al incluir piel, pepitas y tallos de la uva, lo que en Galicia no es tradicional, suavizando sus aguardientes y otorgándoles un grado más fino al paladar) y en algunas partes de Galicia denominado caña cuando es blanco, es una bebida de alta graduación, que se obtiene a partir de la uva de la que se ha extraído el mosto para hacer el vino (el resto denominado bagazo) que se suele consumir en forma de parva o chupito (vaso muy pequeño) después de una comida, o mezclado con el café, aunque hay quien prefiere el trago más largo de una copa. Antiguamente, era tradicional entre los campesinos tomar la parva algo después del desayuno (denominado almorzo, como el pequeno-almoço portugués), en alguna pausa del trabajo en el campo, a media mañana, sobre todo en los duros meses de invierno, y todavía existen personas de avanzada edad que conservan dicha costumbre.
El aguardiente puede ser de varios tipos, aunque los tres más comunes son:
- Aguardiente blanco, que es en realidad transparente. Es el aguardiente sin más; al no estar «camuflado» con el añadido de otros productos, su prueba de gusto constituye una buena medida de su calidad (aunque son variadas otras técnicas tradicionalmente usadas para discernir esta: olfato, frotamiento, remoción...). Su producción se extiende por toda Galicia, siendo muy apreciado el de determinadas zonas (Bajo Miño, Puertomarín, Betanzos, Ribeira Sacra, Val do Ulla, Monterrey, etcétera). Es posible establecer variedades, fundamentalmente entre los del interior, con más cuerpo, y los del sur de las Rías Bajas, más ligeros. Aunque se ha extendido la costumbre de servirlo frío, ningún buen aficionado lo agradece, ya que se elimina gran parte de su sabor y, sobre todo, aroma.
- Aguardiente de hierbas, que suele ser de color verdoso en distintos matices. Se obtiene poniendo a macerar hierbas o frutas diversas en el aguardiente hasta impregnarlo de su sabor. Puede ser de muchas variedades y sabores, según lo que se haya puesto a macerar. De gran difusión en los últimos tiempos (acaso en gran parte ligado al consumo femenino de licores), se consume preferentemente recién salido del congelador y en un vaso de chupito convenientemente enfriado, lo que suaviza su gusto alcohólico pero respeta el aroma obtenido por la maceración, aunque también hay quien lo prefiere del tiempo.
- En cuanto a los aguardientes tostados, de más cuerpo, sabor intenso y menor gusto alcohólico, pueden distinguirse dos tipos:
  - El que resulta de la maceración en el aguardiente de una mezcla de frutos secos, hierbas y frutas, variable según la zona de elaboración.
  - Los añejos, muy apreciados, que por su cuidada elaboración han resistido bien el paso del tiempo, incluso décadas, y que adquieren el color tostado de manera natural.

### Queimada

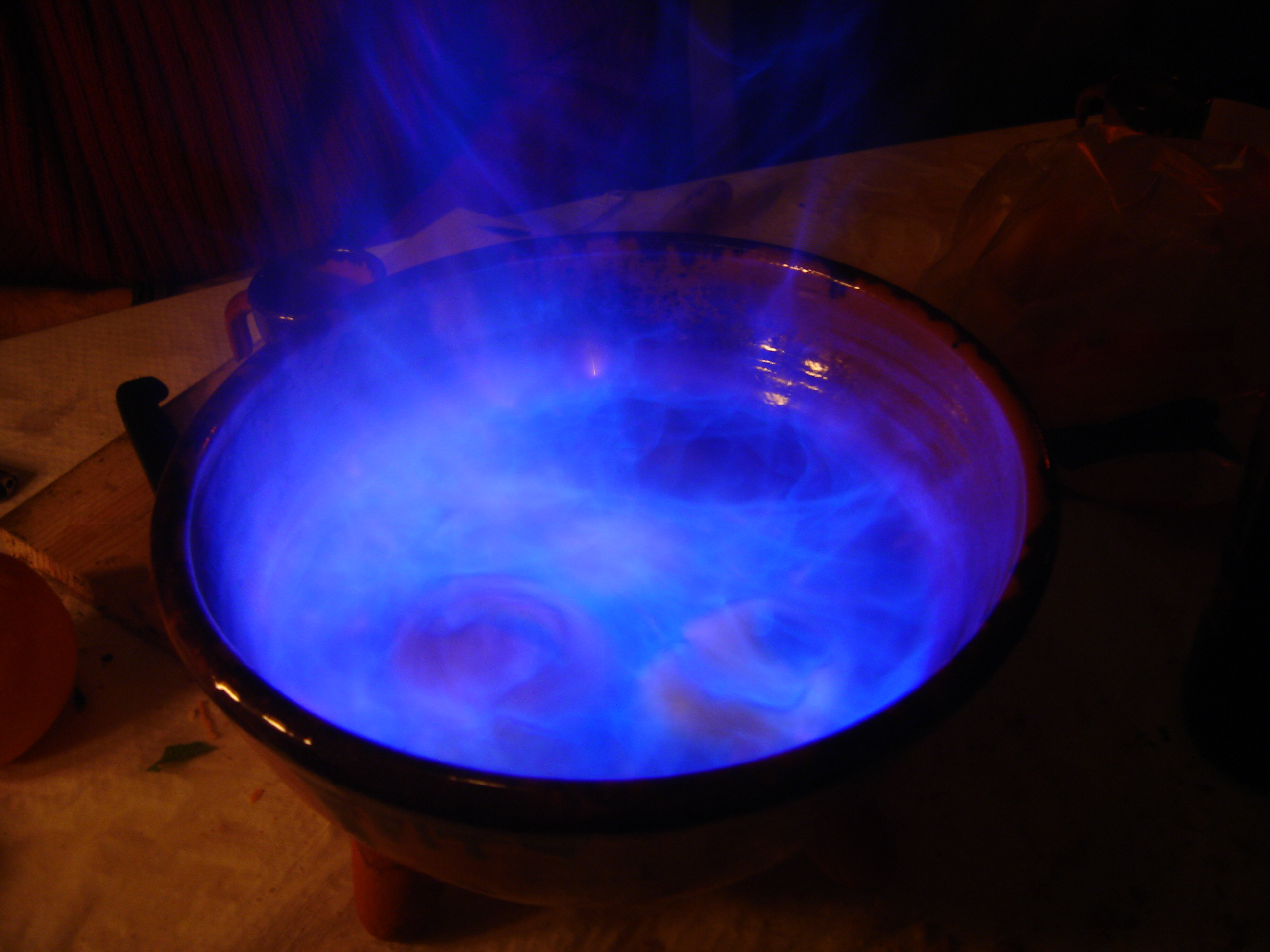
Queimada.

La muy popular queimada (‘quemada’) es una mezcla de aguardiente blanco, azúcar en proporción 1/10 con el aguardiente (100 g de azúcar para un litro de aguardiente), frutas (desde naranja, manzana y uvas pasas hasta plátano y melocotones, según el gusto que se le quiera dar, tanto en crudo como en zumo, aunque los puristas no admiten más que corteza de limón y más bien en cantidad escasa, aproximadamente una mondadura de limón por litro de aguardiente) y granos de café (hay quien la prepara con café molido, menos recomendable porque ensucia la mezcla); también es común añadirle algo de canela, al gusto, pero poca en cualquier caso. Para su preparación se coloca en un recipiente adecuado (amplio, de boca muy ancha, preferiblemente de barro) el azúcar, el café y la corteza de limón, reservándose dos cucharadas de azúcar en el cucharón, y se añade el aguardiente. Se llena el cucharón de aguardiente y se le prende fuego, incorporándolo ardiendo al recipiente para que prenda la mezcla. Se remueve suavemente procurando no tocar el fondo más que para ir sustituyendo el azúcar quemado ya caramelizado del cucharón por otro nuevo del fondo. Se va escurriendo sobre el recipiente el aguardiente del cucharón dejando que el azúcar se queme en él y se vierte caramelizado, repitiendo la maniobra unas cuantas veces. El caramelo así formado le va dando un color tostado a la mezcla. Se deja arder el tiempo apropiado para que alcance el gusto deseado (cuanto más arda, menor graduación alcohólica adquirirá, resultando una queimada más suave), aunque para evitar una mezcla poco espirituosa debe de apagarse cuando la llama comience a tornarse de amarillo vivo a rojiza o azulada, dependiendo de la mezcla. Se apaga soplando fuerte (un solo soplo es lo recomendado por el ritual) o con una tapadera, habiendo quien prefiere apagarla con vino, lo que le otorga sabor. Para hacer el caramelo puede haberse reservado al inicio un poco del azúcar sin mojar con aguardiente, ya que estando seco se tuesta más fácilmente, que se añade al cucharón una vez prendida la mezcla y se tuesta sobre esta.
Es tradicional ante las llamas el recitado de un esconxuro o conxuro contra el meigallo, mal que puede ser propiciado a una persona por una meiga animadversa, nombre que se usa en Galicia para referirse a seres que podríamos calificar como aproximadamente equivalentes a las brujas, aunque con una dualidad (pueden hacer tanto el bien como el mal a las personas) que no se aprecia en estas. El recitado ha de hacerse en presencia de las llamas y se procederá a la ingesta de la bebida caliente. Es preferentemente un consumo nocturno, tras la cena, momento que propicia todo este aparato simbólico que lo rodea.

### Licor café
El licor café es una bebida derivada del aguardiente, muy difundida en Galicia. Existen tantas recetas como elaboradores, primando el gusto de cada quien, pudiéndose añadir al aguardiente otros licores y diversos frutos. Lo tradicional es que no contenga más bebida alcohólica que el aguardiente, en el cual se depositan granos de café, azúcar y algo, un poco, de canela; a esto se puede añadir monda de naranja y anís. Se deja macerar por un mínimo de 6 meses para que el licor absorba el mayor sabor posible; a mayor tiempo de maceración, mejor resultado se obtendrá. Se recomienda beber frío en chupito (vaso pequeño) o, en medida más generosa, en copa.